# Departamento de Rivadavia (kommun i Santiago del Estero)
Departamento de Rivadavia är en kommun i Argentina.   Den ligger i provinsen Santiago del Estero, i den centrala delen av landet, 600 km nordväst om huvudstaden Buenos Aires.
Trakten runt Departamento de Rivadavia består till största delen av jordbruksmark. Trakten runt Departamento de Rivadavia är nära nog obefolkad, med mindre än två invånare per kvadratkilometer.